# Аминта II
Аминта II Малый (греч. Αμύντας II) — македонский царь, правивший один год в промежутке между 395 и 390 годами до н. э.
Аминта происходил из царской династии Древней Македонии Аргеадов. В историографии существует несколько версий относительно предков Аминты. Согласно наиболее распространённой он был сыном Менелая и внуком царя Александра I. Также существуют предположения о том, что Аминта был сыном царя Архелая. Этого царя античные историки могли отождествлять с его тёзкой Аминтой III, который пришёл к власти через год после смерти Аминты II.
Личность Аминты II в историографии загадочна. Он не упомянут при перечислении македонских царей Диодором Сицилийским, но появляется у позднеантичных и византийских хронографов Евсевия и Синкелла. По всей видимости, они брали информацию из трудов историка Феопомпа. Современные историки подтверждают существование Аминты II на основании данных нумизматики.
О жизни Аминты II практически ничего не известно. В «Пёстрых рассказах» Клавдия Элиана содержится утверждение, что «Аминта … [был] прислужником и рабом Аэропа» По мнению историка Н. Хаммонда, этот фрагмент свидетельствует о том, что Аминта был официальным наследником Аэропа, находился в его ближайшем окружении, что впоследствии Элиан трансформировал в вышеприведенном фрагменте.
О правлении Аминты II известно немногое. Он царствовал один год между Аэропом II и Павсанием в 395/394, 394/393, около 393 или 393/392 годах до н. э. Историк И. Г. Дройзен датировал его смерть 390 годом до н. э.
Аристотель сообщал, что «Аминта Малый был убит Дердою за то, что хвастался своей любовной связью с ним, когда тот был молодым человеком». Имя Дерды было распространённым среди знати верхнемакедонской области Элимеи. Три царя этой автономной от Македонии области носили соответствующие имена. Соответственно, историки оценивают данный фрагмент из Аристотеля как указание на возможный заговор по свержению Аминты II с участием представителей элимиотских аристократов.
По одной из версий, сыном Аминты II был Птолемей Алорит, который в будущем стал сначала зятем Аминты III, затем регентом при Пердикке III и царём Македонии.